# Kingdom Blow
Albums de Kurtis Blow
America
(1985) Back by Popular Demand
(1988)
Kingdom Blow est le sixième album studio de Kurtis Blow, sorti en 1986.
L'album s'est classé 16e au Top R&B/Hip-Hop Albums.

## Liste des titres
| No | Titre                                      | Contient un (des) sample(s) de                                                            | Durée |
| -- | ------------------------------------------ | ----------------------------------------------------------------------------------------- | ----- |
| 1. | Street Rock (featuring Bob Dylan)          | Seven Minutes of Funk de The Whole Darn Family Change the Beat (Female Version) de Beside | 8:53  |
| 2. | The Bronx                                  | Change the Beat (Female Version) de Beside                                                | 3:50  |
| 3. | Unity Party Jam                            |                                                                                           | 4:21  |
| 4. | Sunshine                                   |                                                                                           | 4:11  |
| 5. | Magilla Gorilla (featuring George Clinton) |                                                                                           | 5:42  |
| 6. | I'm Chillin'                               | The Transformers Theme d'Anne Bryant et Ford Kinder                                       | 5:27  |
| 7. | Kingdom Blow                               |                                                                                           | 4:05  |
| 8. | Reasons for Wanting You                    |                                                                                           | 5:44  |